# The Abandoned
Pour plus de détails, voir Fiche technique et Distribution.
The Abandoned (查無此心, Cha wu ci xin) est un film taïwanais réalisé par Tseng Ying-ting, sorti en 2022.

## Synopsis
Wu Jie, chef-adjointe dans la police, est dans sa voiture et s'apprête à se suicider, mais une jeune femme tape sa portière et elle rate sa tentative. Sortant de sa voiture avec une lampe torche, elle explore les environs et découvre le corps d'une femme sans vie. Celle-ci est une migrante et son cœur a été retiré. Avec une nouvelle recrue, Wu Jie mène l'enquête.

## Fiche technique
- Titre : The Abandoned
- Titre original : 查無此心 (Cha wu ci xin)
- Réalisation : Tseng Ying-ting
- Scénario : Lin Pin-chun, Tseng Ying-ting et Yang Yi-chien
- Photographie : Stanley Liu
- Montage : Liao Qing-song et Lu Jun-hong
- Production : Janine Chang et David Tang (producteurs délégués)
- Société de production : QC Media
- Pays :  Taïwan
- Genre : Policier, thriller
- Durée : 128 minutes
- Dates de sortie : 
  -  Royaume-Uni : 23 octobre 2022 (London East Asia Film Festival)
  -  Taïwan : 8 septembre 2023
  - Netflix : 31 décembre 2023

## Distribution
- Janine Chang : Wu Jie
- Ethan Ruan : Lin You-sheng
- Yu An-shun : Fan Chang-fu
- Chloe Xiang : Cai Wei-shan
- Sajee Apiwong : Saipin
- Chen Wei-min : Zeng De-hui
- Simon Hsueh : Huang Dong-qi
- Huang Teng-hui : Hao
- Fu  Meng-Po : Yang Zhen-guo

## Distinctions
Le film a été nommé pour six Golden Horse Awards.